# Fidel Egas Grijalva
Fidel Egas Grijalva (Quito, Ecuador, 25 de agosto de 1946) es un empresario y banquero ecuatoriano. Fue presidente del Banco Pichincha desde 1992 hasta abril de 2015, fecha en que fue relevado del cargo tras 24 años de gestión. Dentro del Grupo Financiero Pichincha, forma parte de los directorios de otras empresas del grupo en los países donde tiene negocios internacionales, como el Banco Pichincha en España, Panamá, Perú y Colombia.

## Formación académica
Fidel Egas Grijalva es un Doctor en Jurisprudencia y abogado. Cursó sus estudios y obtuvo su título en la Pontificia Universidad Católica del Ecuador.

## Carrera profesional
Casi toda su carrera profesional ha estado vinculada al mundo de las empresas y finanzas. El Departamento de Comercio Exterior fue su primer destino en Banco Pichincha, entidad en la que ya en el año 1982 accedió como vocal principal a su Directorio. En 1991 fue nombrado vicepresidente, y un año después, 1992, ocupó el cargo de presidente del Directorio del primer banco de Ecuador hasta abril de 2015. Por su labor al frente de la entidad financiera fue nombrado presidente vitalicio. Actualmente, está también a la cabeza de empresas filiales como Banco Pichincha España, Banco Pichincha Perú, Banco Pichincha Colombia y Banco Pichincha Panamá que forman parte del conglomerado de empresas del Grupo Financiero Pichincha.
El Monitor Empresarial de Reputación Corporativa (Merco), que realiza periódicamente estudios sobre reputación de empresas y directivos, refleja que tanto Banco Pichincha como Fidel Egas Grijalva están entre los más reconocidos en Ecuador.
Paralelamente, de su trayectoria empresarial destaca su vinculación a Diners Club del Ecuador, empresa de la que ostenta el título de presidente vitalicio. Ha formado parte, así mismo, del Global Advertisement Committee de Diners Club Internacional y del  Comité Estratégico Mundial de Diners Club en representación de Latinoamérica y fue Presidente del Comité de Franquicias latinoamericanas de esta misma empresa.
Los medios de comunicación también han sido un área de negocio en el que Fidel Egas Grijalva ha estado presente. Preside, en la actualidad, el consejo de redacción de la revista Mundo Diners. Desde 2002 y hasta 2010 fue el presidente de la cadena de televisión Teleamazonas, y anteriormente, desde 1986 a 1998, formó parte del Directorio del diario “Hoy”. La normativa ecuatoriana le obligó a desinvertir en negocios de este sector.

## Información adicional
Aparte de su trayectoria empresarial, de Fidel Egas Grijalva destaca su afición por el fútbol  y su vinculación con el equipo Club Deportivo de la Universidad Católica (Ecuador), del que fue presidente ejecutivo y en la actualidad es presidente vitalicio.